# Leuchtgarnelen
Die Leuchtgarnelen oder auch Krill, wissenschaftlicher Name Euphausiacea, sind eine Ordnung der Krebse mit weltweiter Verbreitung. Alle Arten sind marin (sie leben im Meer) und frei schwimmend (pelagisch), seltener über dem Grund im bodennahen Wasser (hyperbenthisch). Leuchtgarnelen sind mit 86 Arten relativ artenarm, diese kommen aber zum Teil in ungeheuren Individuenmassen vor. Größte Art ist Thysanopoda spinicaudata mit einer Körperlänge von bis zu 150 Millimeter.

## Merkmale
Leuchtgarnelen sind Krebse mit garnelenförmigem Habitus, die Arten sind untereinander relativ ähnlich und schwer unterscheidbar. Der Körper ist meist durchsichtig mit durchscheinenden inneren Organen, meist sind außerdem lebhaft rote Pigmente in unterschiedlicher Ausdehnung und Intensität vorhanden. Er ist äußerlich gegliedert in einen Cephalothorax, der auf der Dorsalseite (auf dem Rücken) von einem durchgehenden Carapax bedeckt ist und einen hinteren Körperabschnitt, das Pleon, dieses besteht aus sechs freien Segmenten. Vorn am Cephalothorax sind zwei gestielte Komplexaugen sichtbar, die entweder rund oder zweilappig sein können.
Sowohl die Thorakopoden am Cephalothorax als auch die Pleopoden am Pleon sind typische, zweiästige Spaltbeine. Die acht Paar Thorakopoden tragen außen am ersten Glied, den Coxae, büschelförmige Kiemen, diese liegen frei und sind nicht vom Carapax verhüllt. Am zweiten Glied, der Basis, sitzen die zweigliedrigen Exopodite und die fünfgliedrigen Endopodite. Das äußere Glied der Exopodite trägt einen Fächer aus Schwimmborsten und dient zur Fortbewegung. Die laufbeinartig aussehenden Endopodite werden meist unter den Rumpfabschnitt untergeschlagen, an ihnen sitzende Reihen von Fiederborsten bilden einen Filterkorb, mit dem die Leuchtgarnelen ihre Nahrung aus dem Wasser filtrieren; der dazu notwendige Wasserstrom wird von den Nebengeißeln (Scaphoceriten) der zweiten Antennenpaare erzeugt. Bei manchen Arten sind die Endopodite des zweiten und dritten Thorakopoden verlängert und mit langen Dornen besetzt, sie nehmen dann nicht am Filtervorgang teil. In der größten Familie Euphausiidae ist der Endopodit des achten Beinpaars rückgebildet, bei vielen Arten auch der siebte teilweise oder ganz. Die ersten beiden der fünf Pleopodenpaare sind bei den Männchen der Euphausiidae zu Begattungsorganen umgebildet. Das sechste Paar, die in zwei Äste (die Rami) geteilten Uropoden, sind etwas blattförmig und etwa so lang wie das spitz zulaufende Telson, das seitlich zwei Fortsätze trägt; zusammen bilden sie einen Schwanzfächer aus.

## Leuchtvermögen
Das für die Leuchtgarnelen namensgebende Leuchtvermögen geht auf besondere Leuchtorgane, die Photophoren, zurück. Photophoren sitzen an den Augenstielen, den Coxae der zweiten bis siebten Thorakopoden und auf den Bauchplatten (Sterniten) der ersten vier Pleonsegmente, zwischen den Pleopoden. Zur Lichterzeugung wird ein Luciferin - Luciferase System genutzt. Das Luciferin entspricht in seinem Aufbau demjenigen der Dinoflagellaten und wird vermutlich mit diesen über die Nahrung aufgenommen. Die Tiere geben Leuchtpulse ab, die intensiv beginnen und im Verlauf einiger Minuten ganz langsam verlöschen. Die Lichterzeugung ist unter neuronaler und hormoneller Kontrolle, sie wird zum Beispiel durch Lichtpulse anderer Tiere ausgelöst. Das Leuchten dient vor allem zur innerartlichen Kommunikation, zur Erkennung und Orientierung von Paarungspartnern und zum Zusammenhalt der Schwärme.

## Entwicklung und Lebenszyklus
Leuchtgarnelen sind getrenntgeschlechtlich. Das Männchen befruchtet das Weibchen direkt durch Übertragen einer Spermatophore. Fortsätze der ersten Pleopoden, als Petasmata bezeichnet, greifen wie ein Schlüssel ins Schloss in eine taschenförmige Struktur; Thelycum genannt, auf der Unterseite des Thorax; die Form der Petasmata ist ein wichtiges Merkmal der Artbestimmung. Die Eier werden je nach Art entweder einzeln ins freie Wasser abgegeben oder bei einigen Arten in Eisäckchen gesammelt, die das Weibchen an Thorakopoden geheftet mit sich herumträgt. Die Eierzahl ist von deren Größe, und von der Größe des Weibchens, abhängig und reicht bis etwa 6.000 Eier. Tiefseebewohner geben gewöhnlich nur sehr wenige, aber ungewöhnlich große Eier ab, bei der Art Thysanopoda minyops zum Beispiel nie mehr als 60.
Die Larvalentwicklung der Leuchtgarnelen ist sehr komplex und die komplizierteste bei den Höheren Krebsen. Auf das nur bei den Arten ohne Eisäckchen ausgebildete erste Larvenstadium, einen Nauplius folgt ein Metanauplius. Die folgenden drei Häutungen werden als Calytopis-Stadium bezeichnet, in diesem verlängert sich das Pleon, die Pleopoden erscheinen, in diesem Stadium beginnt auch die Nahrungsaufnahme. Die folgenden Larvenstadien, Furcilia genannt, sind durch Trennung der Augen vom Carapax gekennzeichnet. Anschließend folgen ein bis drei juvenile Postlarvalstadien mit ähnlicher Morphologie wie die Adulti, bis schließlich die Geschlechtsreife erlangt wird. Die Dauer der Larvalperiode ist temperaturabhängig, sie dauert beim Eiskrill Euphausia crystallorphias mit 235 Tagen am längsten.
Die Generationsdauer vieler Arten, besonders der tropischen Tiefwasserbewohner, ist unbekannt. Arten der temperaten Breiten besitzen normalerweise eine Entwicklungsdauer von zwei bis drei Monaten und wahrscheinlich drei Generationen im Jahr, so zum Beispiel Meganyctiphanes norvegica im Mittelmeer. Die arktischen und antarktischen Arten wie Antarktischer Krill benötigen für eine Generation zwei Jahre. Meist sterben die Tiere unmittelbar nach der Reproduktion ab und werden dann maximal 6 bis 10 Monate alt, teilweise können sie aber überwintern und zwei oder selten sogar drei Jahre alt werden. Bei der langsam wachsenden antarktischen Euphausia superba sind sogar 4 Jahre nachgewiesen.
Leuchtgarnelen-Arten schließen sich gewöhnlich zu großen Schwärmen zusammen. Organisierte Schwärme, in denen die Individuen Orientierung und Geschwindigkeit aufeinander abstimmen, werden auch als „Schulen“ bezeichnet.

## Ernährung
Leuchtgarnelen sind Filtrierer, die Arten im Kaltwasser überwiegend von Phytoplankton, sie nehmen aber auch tote partikuläre organische Substanz (Detritus) auf. Viele tropische Arten filtrieren daneben auch Zooplankton, sind also zoophag. Wichtigste Beuteorganismen sind Ruderfußkrebse. Einige Arten der Tiefsee sind Räuber, auch einige Filtrierer, vor allem Arten mit abweichend geformten, dorntragenden Thorakopoden, sind auf bestimmte Beuteorganismen spezialisiert. Für die arktischen und antarktischen Arten, insbesondere deren Larvenstadien, sind die Phytoplankter der porösen Eisunterseite wichtiger Teil der Nahrungsbasis.

## Vertikalverbreitung, Wanderungen
Die meisten Arten der Euphausiacea leben in oberflächennahen Wasserschichten. Sie führen meist täglich Vertikalwanderungen, oft von mehreren Hundert Metern, durch, wobei sie tagsüber im tieferen Wasser, nachts in oberflächennahen Wasserschichten vorkommen. Als biologischer Sinn der Wanderungen gilt entweder Vermeidung von Energieverlusten im kälteren Tiefenwasser oder aber Vermeidung von Fressfeinden. Etwa 15 Prozent der Arten leben dauerhaft in mittleren Meerestiefen bis zu 2.000, aber niemals höher als 100 Meter. Wenige Arten sind Tiefseespezialisten und werden niemals in Tiefen oberhalb von 1.000 Meter angetroffen, sie erreichen mindestens 5.000 Meter. Tiefseearten führen keine Vertikalwanderungen durch.

## Ökologische Bedeutung
Im kalten Freiwasser der arktischen Meere und der großen Auftriebsgebiete dominieren in der Regel vier bis fünf Leuchtgarnelen-Arten, insbesondere hier als Krill bezeichnet, und bilden nach Biomasse und Energieumsatz die dominierenden Arten dieser Lebensgemeinschaften. Durch die Vertikalwanderungen, Kotballen und Häutungsreste transportieren sie große Mengen der Algenbiomasse in tiefere Wasserschichten und spielen so eine Rolle im globalen Kohlenstoffzyklus. Durch ihre hohe Biomasse sind sie ein wesentlicher Bestandteil mariner Nahrungsketten. Sie sind die Hauptnahrung zahlreicher Fischarten wie Atlantischer Hering, Lodde und Blauer Wittling. Selbst Raubfische sind in hohem Maße auf sie angewiesen, bei Darmanalysen hatte Weißer Thun in der Biskaya 10 bis 40 Prozent Euphausiacea als Mageninhalt. Bartenwale wie der Blauwal sind in ihrer Ernährung vollkommen auf sie angewiesen. Speziell im antarktischen Ozean bildet Euphausia superba mit einer jährlichen durchschnittlichen Biomasse von 379 Millionen Tonnen entweder direkt oder indirekt die Basis des gesamten Nahrungsnetzes und ist wesentlich für das Überleben fast aller hier lebenden Wirbeltiere. Fische, Wale, Robben, Vögel und Tintenfische zusammen konsumieren abgeschätzt 250 Millionen Tonnen Krill pro Jahr im Antarktischen Meer.
Ökonomische Bedeutung für die direkte Befischung besitzt im Wesentlichen nur Euphausia superba, vergleiche unter Antarktischer Krill.

## Phylogenie und Taxonomie
Nach morphologischen Argumenten sind wahrscheinlichste Schwestergruppe der Leuchtgarnelen die Zehnfußkrebse (Decapoda). Nach Vergleich der Gensequenz der 28S rDNA könnten allerdings auch die Schwebegarnelen (Mysida) Schwestertaxon sein.
Innerhalb der Ordnung werden zwei Familien unterschieden:
- Bentheuphausiidae Colosi, 1917. monotypisch, einzige Art Bentheuphausia amblyops. Augen reduziert, ohne Photophoren.
- Euphausiidae Dana, 1852 mit folgenden Gattungen:
  - Euphausia
  - Pseudeuphausia
  - Meganyctiphanes
  - Nematobrachion
  - Nematoscelis
  - Nyctiphanes
  - Tessarabrachion
  - Thysanoessa
  - Thysanopoda
  - Stylocheiron